# Omar Daher Gadid
Omar Daher Gadid (arabisch عمر ضاهر جديد; geb. 1. Januar 1966) ist ein ehemaliger dschibutischer Langstreckenläufer.
Gadid trat bei den Olympischen Sommerspielen 1992 in Barcelona und bei den Olympischen Sommerspielen 2000 in Sydney an. 1992 nahm er am Wettbewerb über 10.000 m an, wo er auf Platz 25 in den Vorläufen kam. Acht Jahre später, in Sydney nahm er am Marathon teil, den er jedoch nicht beendete.